# Burg Talkenstein

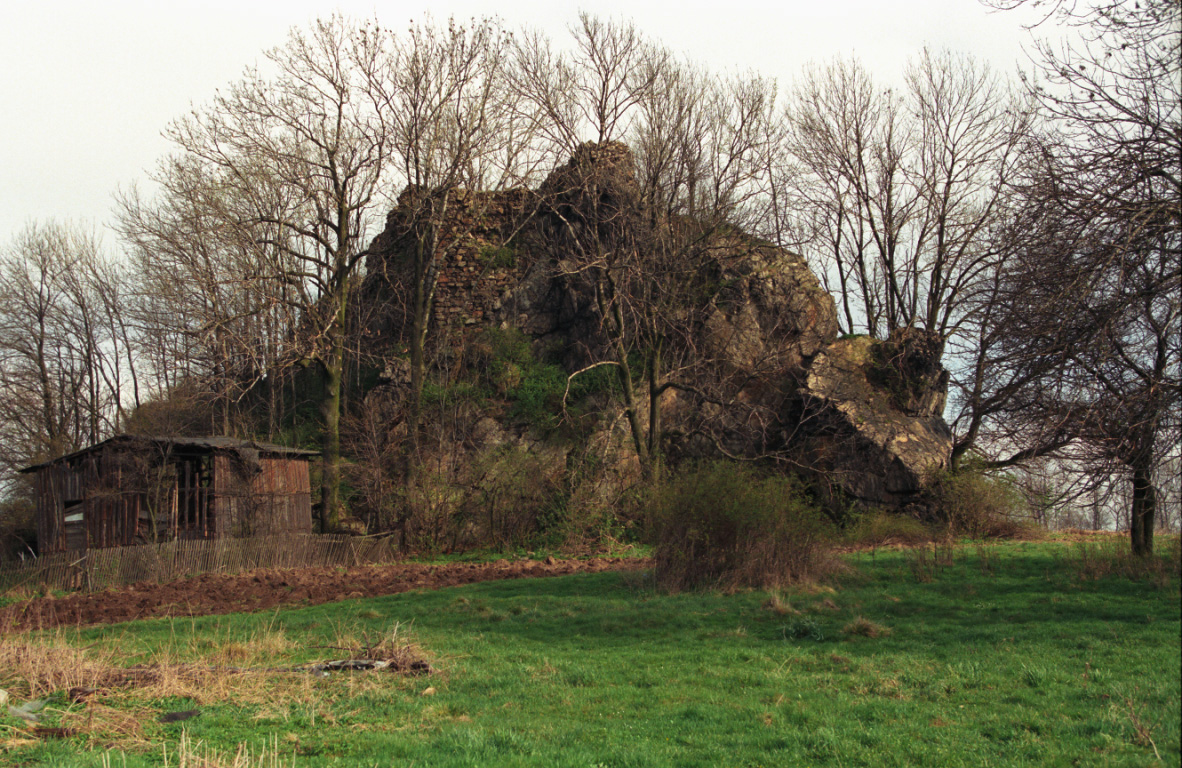
Der Talkenstein mit der gleichnamigen Burgruine

Die Burg Talkenstein (polnisch Zamek Podskale) ist die Ruine einer Felsenburg im Dorf Rząsiny (deutsch Welkersdorf) der Landgemeinde Gryfów Śląski (deutsch Greiffenberg) im Powiat Lwówecki der polnischen Woiwodschaft Niederschlesien.
Im 14. Jahrhundert als Besitz zweier Brüder aus der Familie von Talkenberg genannt, wurde sie 1476 auf Geheiß Königs Matthias Corvinus erobert und zerstört, weil sich der damalige Burgherr als Raubritter betätigte. Die Ruine wurde nie wieder aufgebaut, und ihre Mauerreste verloren im Laufe der Jahrhunderte immer mehr an Substanz, sodass heute nur noch eine Partie der Wehrmauer, Reste eines Wohnbaus und Teile eines gemauerten Kellers erhalten sind.

## Geschichte
Überlieferungen zufolge soll die Gründung der Burg auf den Piastenherzog Heinrich den Bärtigen zurückgehen, der damit die südliche Grenze des Herzogtums Schweidnitz-Jauer gegenüber Böhmen sichern und den nach Liegnitz führenden Handelsweg bewachen wollte. Er soll anschließend ein Mitglied der Familie von Talkenberg auf Plagwitz zum Burgvogt ernannt haben. Als Herzogtum Schweidnitz-Jauer nach dem Tod des Herzogs Bolko II. 1368 erbrechtlich an Böhmen fiel (wobei Bolkos Witwe Agnes von Habsburg bis zu ihrem Tod 1392 die Nutznießung zustand) sollen die von Talkenberg die Anlage ersessen haben. Diese Überlieferung konnte bisher aber weder durch Quellen noch archäologische Untersuchungen bestätigt werden.
Die erste urkundliche und damit gesicherte Erwähnung der Burg erfolgte im Jahr 1367 als Besitz der Brüder Reintsch und Nickel von Talkenberg (Reynskeyn und Nicklos gebrudere von Talkenberg), weshalb auch dieses Adelsgeschlecht als Erbauer der Anlage infrage käme. In den Jahren 1385 bis 1387 ist Nickel von Talkenberg (Nicklos von Talkinberg) der einzig nachweisbare Besitzer. Für 1470 ist ein Bernhard von Talkenstein urkundlich belegt, der als Raubritter von sich reden machte. Von der Burg Talkenstein aus überfiel er Kaufleute und Breslauer Bürger, weswegen König Matthias Corvinus, der seit 1469 über Schlesien regierte, den Befehl gab, Burg Talkenstein zu erobern und zu schleifen. Der Landeshauptmann Georg von Stein erhielt 1476 eine königliche Anweisung, die ihm befahl, „[...] dass Ihr von Löwenberg und Hirschberg alle Maurer und Zimmerleute fordern lasset, die Mauer unterbrecht, nachher seiner Stätte [d. h.von der Höhe des Erdbodens aus] zwei Ellen hoch, und Holz sägen von grossen Tannen oder Fichten und in die Löcher hart treiben, eine Handbreit einen von dem anderen; und so das ganze Viertel untersetzt ist, so lasset die zwei Ecken aushauen und nachher den Erker auf beiden Seiten auf zwey Ellen aushauen auf halben Monden und unterspickts dann wohl mit Holze und streuet aus und innen Pulver ein und zündet es an, und dass die Mauer gearbeitet werde, da sie am äussersten auf dem Berge steht, damit sie desto leichter überfalle.“ Dieser Befehl wurde am 1. Mai 1479 ausgeführt, das Dorf Welkersdorf als Talkenbergscher Besitz beschlagnahmt und anschließend mit den Resten der Burg den Bürgern der Stadt Löwenberg geschenkt.

Die Burg Talkenstein 1912

1491 schloss Christoph von Talkenstein mit den Löwenberger Bürgern einen Vergleich, mit dem er das Dorf samt der Burgruine zurückerhielt. Nach der Rückkehr nach Welkersdorf lebten die Talkenbergs zunächst im dortigen Schloss, das 1494 von Christoph von Talkenberg als Herrenhaus eines Gutshofs im Dorf errichtet worden war. Sein Sohn Rumpold (auch Ramphold) von Talkenberg zog später in das Renaissanceschloss in Plagwitz um. Die zerstörte Burg wurde nie wieder aufgebaut.
In den folgenden Jahrhunderten gehörten Dorf und Ruine unter anderem den Familien von Lest, von Poser und von Schmettau. 1818 fanden Steine der noch vorhandenen Burgmauern Verwendung beim Bau einer nahe gelegenen Straße, wodurch die erhaltene Bausubstanz weiter reduziert wurde. Nachdem der Feldmarschall Hans Karl von Diebitsch-Sabalkanski die umliegenden Ländereien erworben hatte, ließ er die Burgruine 1830 sichern. Später war die Burgruine im Besitz von August von Branse, dann von Ella von Prittwitz und Gaffron. Letzter Eigentümer vor dem Zweiten Weltkrieg war Hintz aus dem Winckel. Nach Kriegsende kam die Anlage in den Besitz des polnischen Staats, in den 1945 große Teile Schlesiens eingegliedert wurden.

## Beschreibung
Die Ruine steht auf dem Talkenstein, einem schmalen, langgestreckten Felsen am nordöstlichen Rand von Rząsiny, der bis zu 25 Meter hoch und knapp 100 Schritt lang ist. Während der Felsen an drei Seiten steil abfällt, gestaltet sich die Westseite sanfter abfallend. Dort befand sich früher der Zugang zur Anlage.
Der Baubestand der zweiteiligen Burg passte sich mit seiner unregelmäßigen Form dem Bauplatz an. Die Anlage bestand aus einer tiefer gelegenen Unterburg und einer höher gelegenen Oberburg auf einem etwa sieben Meter breiten Plateau. Das Mauerwerk war aus Bruchstein errichtet. Von der Oberburg ist ein Teil der Wehrmauer mit Schießscharten sowie die Mauerreste eines vermutlichen Wohngebäudes erhalten. Von der rechteckigen Unterburg existieren noch Reste eines Gewölbekellers.